# Communauté de communes Porte de DrômArdèche
Die Communauté de communes Porte de DrômArdèche ist ein französischer Gemeindeverband mit Rechtsform einer Communauté de communes in den beiden Départements Ardèche und Drôme, dessen Verwaltungssitz sich in dem Ort Saint-Vallier befindet. Der Name bezieht sich auf seine Lage am Nordrand der beiden Départements und an deren Zugang über das Tal der Rhône, die das zum Verband gehörende Gebiet durchfließt. Der département-übergreifend strukturierte Gemeindeverband besteht aus 34 Gemeinden und zählt 47.996 Einwohner (Stand 2022) auf einer Fläche von 420,75 km². Präsident des Gemeindeverbandes ist Pierre Jouvet.

## Geschichte
Die Communauté de communes Porte de DrômArdèche entstand zum Jahreswechsel 2013/2014 aus der Fusion von vier kleineren, älteren Verbänden, die zu unterschiedlichen Zeitpunkten gegründet worden waren:
- Communauté de communes Rhône-Valloire, ein seit 1992 bestehender Verband mit Gemeinden aus beiden Départements;
- Communauté de communes Les Deux Rives de la Région de Saint-Vallier, ein 1999 gegründeter Verband mit je vier Gemeinden aus Ardèche und aus Drôme;
- Communauté de communes de la Galaure, ein 2003 gegründeter Verband von Gemeinden aus dem Tal der Galaure;
- Communauté de communes des quatre collines, ein Anfang 2010 gegründeter Verband aus vier Gemeinden mit Sitz in Hauterives.[3]

## Aufgaben
Zu den vorgeschriebenen Kompetenzen gehören die Entwicklung und Förderung wirtschaftlicher Aktivitäten und des Tourismus sowie die Raumplanung auf Basis eines Schéma de Cohérence Territoriale. Der Gemeindeverband bestimmt die Wohnungsbaupolitik. Er betreibt die Straßenmeisterei, die Abwasserentsorgung (teilweise), die Müllabfuhr und -entsorgung und den Flugplatz Saint-Rambert-d’Albon. Zusätzlich baut und unterhält der Verband Kultur- und Sporteinrichtungen und fördert Veranstaltungen in diesen Bereichen. Er ist außerdem zuständig für den Ausbau der Telekommunikations- und Datenübertragungsnetze auf seinem Gebiet.

## Mitgliedsgemeinden
Folgende 34 Gemeinden gehören der Communauté de communes Porte de DrômArdèche an:
| Gemeinde                                    | Einwohner 1. Januar 2022 | Fläche km² | Dichte Einw./km² | Code INSEE | Postleitzahl | Département |
| ------------------------------------------- | ------------------------ | ---------- | ---------------- | ---------- | ------------ | ----------- |
| Albon                                       | 1.935                    | 25,62      | 76               | 26002      | 26140        | Drôme       |
| Andance                                     | 1.193                    | 6,52       | 183              | 07009      | 07340        | Ardèche     |
| Andancette                                  | 1.308                    | 5,98       | 219              | 26009      | 26140        | Drôme       |
| Anneyron                                    | 4.152                    | 36,23      | 115              | 26010      | 26140        | Drôme       |
| Arras-sur-Rhône                             | 535                      | 5,89       | 91               | 07015      | 07370        | Ardèche     |
| Beausemblant                                | 1.453                    | 11,67      | 125              | 26041      | 26240        | Drôme       |
| Champagne                                   | 621                      | 4,10       | 151              | 07051      | 07340        | Ardèche     |
| Châteauneuf-de-Galaure                      | 1.807                    | 18,08      | 100              | 26083      | 26330        | Drôme       |
| Claveyson                                   | 926                      | 16,13      | 57               | 26094      | 26240        | Drôme       |
| Eclassan                                    | 1.046                    | 15,93      | 66               | 07084      | 07370        | Ardèche     |
| Épinouze                                    | 1.527                    | 11,21      | 136              | 26118      | 26210        | Drôme       |
| Fay-le-Clos                                 | 180                      | 4,56       | 39               | 26133      | 26240        | Drôme       |
| Hauterives                                  | 1.895                    | 30,51      | 62               | 26148      | 26390        | Drôme       |
| Lapeyrouse-Mornay                           | 1.188                    | 11,45      | 104              | 26155      | 26210        | Drôme       |
| Laveyron                                    | 1.253                    | 5,32       | 236              | 26160      | 26240        | Drôme       |
| Le Grand-Serre                              | 949                      | 24,74      | 38               | 26143      | 26530        | Drôme       |
| Lens-Lestang                                | 885                      | 16,41      | 54               | 26162      | 26210        | Drôme       |
| Manthes                                     | 678                      | 6,83       | 99               | 26172      | 26210        | Drôme       |
| Moras-en-Valloire                           | 685                      | 8,58       | 80               | 26213      | 26210        | Drôme       |
| Ozon                                        | 386                      | 8,32       | 46               | 07169      | 07370        | Ardèche     |
| Peyraud                                     | 517                      | 5,96       | 87               | 07174      | 07340        | Ardèche     |
| Ponsas                                      | 527                      | 2,71       | 194              | 26247      | 26240        | Drôme       |
| Ratières                                    | 275                      | 9,01       | 31               | 26259      | 26330        | Drôme       |
| Saint-Avit                                  | 320                      | 8,94       | 36               | 26293      | 26330        | Drôme       |
| Saint-Barthélemy-de-Vals                    | 1.852                    | 20,27      | 91               | 26295      | 26240        | Drôme       |
| Saint-Étienne-de-Valoux                     | 274                      | 2,36       | 116              | 07234      | 07340        | Ardèche     |
| Saint-Jean-de-Galaure                       | 1.258                    | 13,18      | 95               | 26216      | 26240        | Drôme       |
| Saint-Martin-d’Août                         | 389                      | 7,67       | 51               | 26314      | 26330        | Drôme       |
| Saint-Rambert-d’Albon                       | 6.947                    | 13,41      | 518              | 26325      | 26140        | Drôme       |
| Saint-Sorlin-en-Valloire                    | 2.237                    | 26,50      | 84               | 26330      | 26210        | Drôme       |
| Saint-Uze                                   | 2.129                    | 10,10      | 211              | 26332      | 26240        | Drôme       |
| Saint-Vallier                               | 4.083                    | 5,42       | 753              | 26333      | 26240        | Drôme       |
| Sarras                                      | 2.232                    | 11,65      | 192              | 07308      | 07370        | Ardèche     |
| Tersanne                                    | 354                      | 9,49       | 37               | 26349      | 26390        | Drôme       |
| Communauté de communes Porte de DrômArdèche | 47.996                   | 420,75     | 114              | –          | –            | –           |